# Vladimir Michajlov
Vladimir Dmitrievič Michajlov (Mosca, 24 aprile 1929 – Mosca, 28 settembre 2008) è stato uno scrittore russo di fantascienza.

## Biografia
Nato a Mosca. Il padre Dmitrij Michajlov fu nominato il responsabile della costruzione del complesso industriale della gomma a Yaroslavl' nel 1929 e diventò il suo primo direttore. Nel 1930 fece parte del gruppo degli ingegneri sovietici che studiarono l'esperienza del lavoro dell'industria di gomma negli USA.
Vladimir Michajlov durante la seconda guerra mondiale si recò a Murom, Novosibirsk e Voronež . Nel 1945 si trasferì a Riga, dove si diplomò alla scuola superiore, e si laureò alla facoltà di giurisprudenza dell'Università statale lettone. Lavorò come investigatore nella procura, fece il servizio militare e poi l’istruttore nel comitato distrettuale di Jelgava del Partito Comunista dell'Unione Sovietica, dopodiché lavorò nella rivista satirica "Dadzis". Fu il caporedattore del giornale "Literatūra un māksla" ("Letteratura e Arte"), lavorò presso la casa di produzione cinematografica di Riga e nella casa editrice "Liesma".
Fa il caporedattore della rivista "Daugava", trasformandola negli anni della perestrojka in una delle più famose riviste letterarie DELL'URSS.
Era il caporedattore della rivista Daugava, che sotto la sua guida durante gli anni della perestrojka si trasformò in una delle riviste letterarie più famose dell'URSS.
Fino alla fine degli anni ‘80 visse in Repubblica Socialista Sovietica Lettone, in seguito si trasferì a Mosca.
Membro dell'Unione degli scrittori sovietici(1964) e dell'Unione degli scrittore di Mosca (1997).
Ricevette il premio «Aelita» (1991) e altri premi nazionali: «Strannik» (2000), Belyaev (1994), «Paladin Fantastiki» (1996), «Velikoe koltso» (1983).
Fu sepolto a Mosca nel cimitero di Vostryakovsky  .

## Opere letterarie
Le sue opere letterarie vanno in stampa dalla metà degli anni ' 50. Inizia a scrivere le storie satiriche e umoristiche. La prima storia di fantascienza pubblicata è  Osobaya neobhodimost' («Un bisogno speciale") del 1963. Gli astronauti sovietici scoprono che Deimos è una nave stellare degli alieni e dopo aver scoperto in parte i suoi segreti decidono di tornare sulla Terra.
Le prime opere fantastiche di Mikhailov scritte ad un buon livello letterario che si distinguano per il maggior psicologismo dall'altra fantascienza sovietica degli anni ‘60-‘70, anche se non vanno al di là della tradizionale fantascienza hard: «Ludi prozemelya» («Il Popolo del vicino terra») 1964; 1966, la serie di racconti  «Ludi y korabli» («Uomini e navi») 1967, «Chornie zhuravli» («Gru neri») 1967, «Ruchey na Yapete» («Il Ruscello di Yapet'») 1971, «Istok» («La fonte») 1972. Il protagonista del racconto "Istok" (1972) visita la terra di un futuro lontano, trasformata in una sorta di parco giochi per bambini. Nel racconto "Admiral" nad polyanoy" ("Ammiraglio" sopra il campo") 1973 le armi hanno perso la loro funzione distruttiva, essendo solo un innocuo giocattolo per i bambini alieni.
Le opere successive di Mikhailov si allontanano sempre più dal canone di fantascienza sovietico. Pertanto i romanzi  Storaž moemu bratu («Il Guardiano per il mio fratello») del 1976 e  Togda pridite, i rassudim («Allora venite e discutiamo») del 1983 (i nomi di entrambi i romanzi sono le citazioni bibliche) sul capitano stellare Ul’demir hanno generato un grande interesse. Essi descrivono l'equipaggio di una spedizione composta da rappresentanti di varie epoche (monaco medievale, pilota nazista, l'uomo preistorico, lo stesso Ul'demir, il nostro coetaneo ecc.), «sequestrati» dai loro tempi un attimo prima della morte. La loro attività esteriormente evoluta su un altro pianeta assomigliava agli eventi del 1968 in Cecoslovacchia. Nel secondo romanzo, il protagonista incontra due rappresentanti extraterrestri dalla mente geniale, che osservano con ansia l'espansione tecnologica dei terrestri.